# Cassano all’Ionio
Cassano all’Ionio város (közigazgatásilag comune) Olaszország Calabria régiójában, Cosenza megyében.

## Fekvése
A megye keleti részén fekszik, a Tarantói-öböl partján. Határai: Castrovillari, Cerchiara di Calabria, Civita, Corigliano Calabro, Francavilla Marittima, Frascineto, Spezzano Albanese és Villapiana.

## Története
A várost valószínűleg az enotrik alapították az i. e. 16-15 században Cossa néven.  Később a görög Szübarisz  fennhatósága alá került. A rómaiak idején Casanum néven municípium volt. A Nyugatrómai Birodalom bukása után a longobárdok fennhatósága alá került. 1037-ben a normannok hódították meg. A középkorban nápolyi nemesi családok   birtoka volt. A 19. század elején vált önálló községgé, amikor a Nápolyi Királyságban felszámolták a feudalizmust.

## Népessége
A népesség számának alakulása:

## Főbb látnivalói
- a község területén találhatók az ókori görög város, Szübarisz romjai
- Santa Maria della Catena-szentély
- Beata Vergine del Lauro-katedrális

## Közlekedés

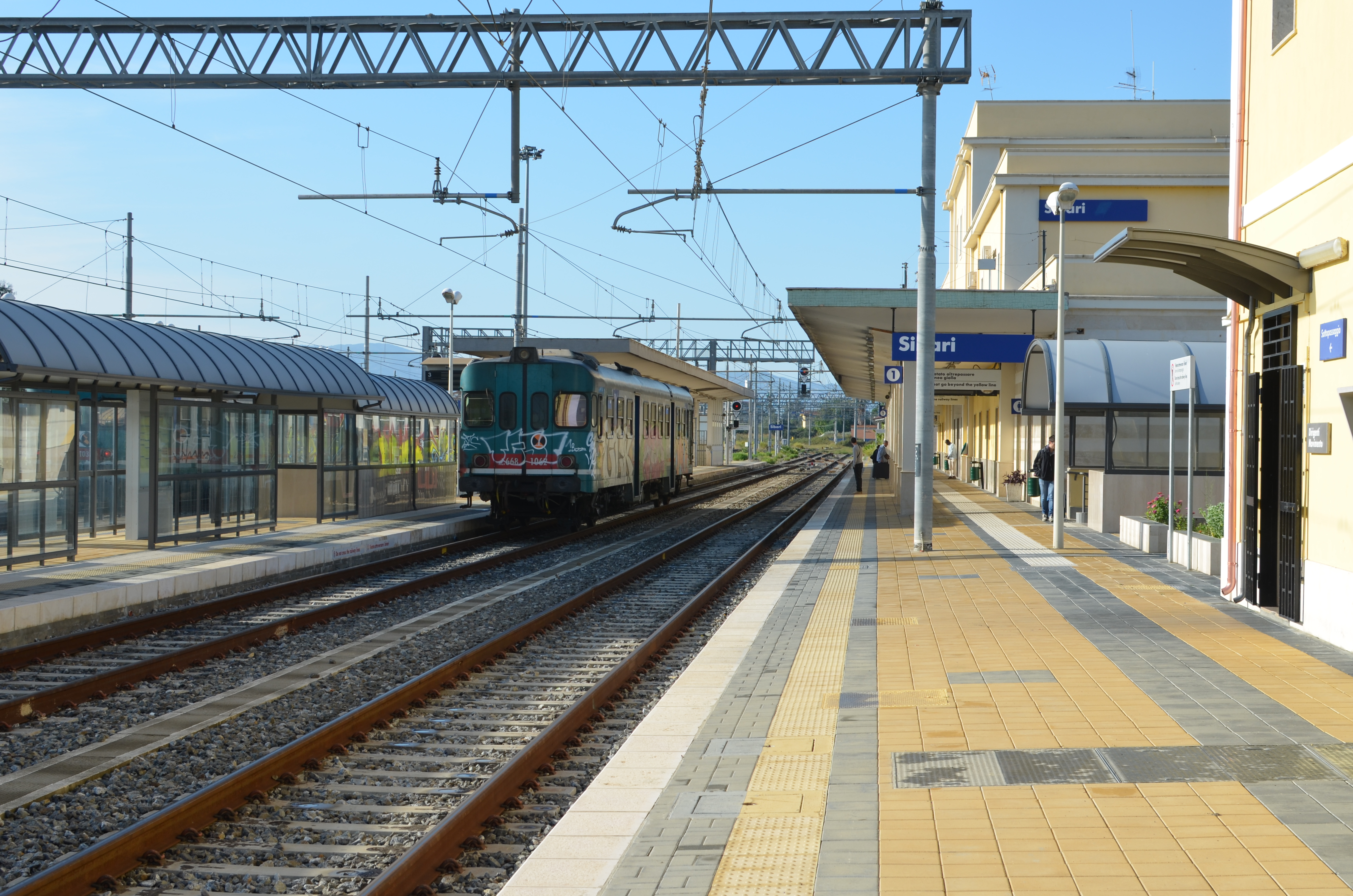
Stazione di Sibari

A város vasútállomásai:
- Stazione di Cassano allo Ionio
- Stazione di Sibari